# Kaniža, Šentilj
Kaniža este o localitate din comuna Šentilj, Slovenia, cu o populație de 203 locuitori.